# Александрійський металургійний завод
31°07′21.9″ пн. ш. 29°48′29.4″ сх. д. / 31.122750° пн. ш. 29.808167° сх. д.
Александрійський металургійний завод (араб. الأسكندرية للحديد والصلب) — металургійний завод на півночі Єгипту, розташований у місті Ель-Діхіла, що поруч з Александрією. Станом на початок 2020-х найбільше підприємство чорної металургії країни за проектною потужністю з випуску заліза прямого відновлення та прокату.

## Історія
Домовленість між Єгиптом і японськими компаніями про будівництво заводу було досягнуто у липні 1983 року. Єгипетською державною компанією і трьома японськими приватними компаніями було утворено спільне підприємство з капіталом 800 млн доларів. Передбачалося, що завод буде переробляти 1 млн т котунів на рік і зможе покрити значну частину дефіциту сталевої арматури, що на початок 1990-х років, як тоді оцінювалося, міг зрости до 1,5 млн т.
Завод розпочав роботу наприкінці 1986 року, а станом на 1993-й його продуктивність заводу становила 1,1 млн т високоякісної арматури та катанки. В подальшому потужність комбінату по сортовому прокату довели до 2,1 млн тон на рік. 
В 2000-му ввели в дію нову чергу комбінату, яка розпочала випуск листового прокату.

## Сучасний стан
На заводі використовується метод безпосереднього одержання заліза та працює кілька установок мідрекс-процесу, загальна проектна потужність яких станом на початок 2020-х становить 3,1 млн тон на рік. Технологія потребує великих обсягів природного газу, який може надходити від кількох газопереробних заводів, що працюють в районі александрійської агломерації.
Комплекс сортового прокату має чотири електродугові печі ємністю по 80 тон. Отримана сталь проходить доробку у трьох печах-ківшах, звідки надходить на три машини безперервного виливу, які продукують сортову заготовку. Остання призначена для трьох прокатних станів із нагрівальними печами продуктивністю 130, 70 та 150 тон на годину, при цьому перші два продукують стрижневу арматуру, а третій — арматуру в мотках (бунтах).
Комплекс листового прокату має річну потужність у 1,1 млн тон та обладнаний однією електродуговою піччю ємністю 160 тон, однією піччю-ківшем, слябовою машиною безперервного виливу від німецької компанії SMS Demag (продукує сляби товщиною від 48 до 700 мм та шириною від 900 до 1600 мм) та станом гарячої прокатки. 
Типове завантаження сталеплавильних печей складається на 80% із заліза прямого відновлення та на 20% із брухту.

## Логістика
Завод розташований на узбережжі Середземного моря та має власний причал у порту Ель-Діхіла, який може приймати судна, що здатні доправити до 160 тисяч тон котунів. Річна пропускна здатність портових потужностей дорівнює 6 млн тон. 
Сировина подається з причалу на виробничий майданчик за допомогою конвеєру. Завод має склад ємністю 660 тисяч тон.

## Власники комбінату
Проект реалізували через компанію компанія Alexandria National Iron & Steel Company.
В 1999-му акції комбінату почала скуповувати Ezz Steel, яка у підсумку довела свою частку до 64% (ще 36% знаходяться під контролем інших власників, причому 33% належать банкам та державним компаніям). При цьому Alexandria National Iron & Steel Company була у підсумку перейменована на Al-Ezz Dekheila Steel Company (EZDK). 